# The Tremeloes
The Tremeloes is een Britse groep die vooral succes had in de jaren zestig. Ze waren oorspronkelijk de begeleidingsband van Brian Poole.

## Biografie
Als Brian Poole & the Tremeloes hadden zij in Engeland vanaf 1961 een reeks hits, waarvan Do you love me in 1963 aldaar de eerste plaats van de hitparade bereikte. Toen het niet meer boterde tussen de leden van de begeleidingsband en hun voorman, gingen ze in 1965 elk hun eigen weg. Brian Poole verdween al snel in de anonimiteit. De Tremeloes (Alan Blakley, Len 'Chip' Hawkes, Rick West en Dave Munden) waren echter regelmatig in de internationale hitparades te vinden.
The Tremeloes begonnen in 1967 aan een half decennium van hits, te beginnen bij het door Cat Stevens geschreven Here comes my baby. Er volgden meer successen, waarvan Silence is Golden (1967) en My little Lady (1968) de grootste waren. De groep kenmerkte zich voornamelijk door pretentieloze uptempo songs, zoals Even the bad times are good (1967), Helule helule (1968) en Once on a Sunday morning (1969).
Het nummer Yellow River werd hen aangeboden door componist Jeff Christie, maar ze brachten het aanvankelijk niet zelf uit. De band Christie – rond Jeff Christie en de broer van gitarist Alan Blakley – werd speciaal gevormd om het nummer uit te brengen, waarbij de zangpartij van Jeff Christie werd toegevoegd aan de reeds ingespeelde begeleiding van The Tremeloes. Het resulteerde in 1970 in een grote hit. The Tremeloes zongen ook You en What Can I Do? van Raymond O'Sullivan (die later bekend zou worden als Gilbert O'Sullivan). Begin jaren zeventig probeerden The Tremeloes een iets 'ruiger' image aan te meten met rockachtige singles als Blue Suede Tie. De laatste hit is ook uit die tijd, maar toch meer 'poppie': I Like it That way (1972).
Net als veel andere bands uit de jaren zestig en zeventig zijn ook The Tremeloes bij tijd en wijle in 'revivaloptredens' terug te vinden. Dave Munden is in al die jaren de enige constante factor geweest, hoewel tegenwoordig ook Rick West (die zich weer Rick Westwood noemt) deel uitmaakt van de groep. Chip Hawkes heeft de groep een paar keer verlaten om vervolgens weer terug te keren, maar hij maakt de laatste jaren deel uit van de groep Class of '64 met oud-leden van Smokie en The Rubettes.

## Originele groepsleden
- Brian Poole (Barking, 3 november 1941), zanger (tot 1966).
- Alan Blakley (Alan David Blakley; Bromley, 1 april 1942 – 10 juni 1996), slaggitarist, pianist, zanger.
- Ricky West (Richard Charles Westwood; Dagenham, 7 mei 1943), sologitarist, zanger.
- Alan Howard (Dagenham, 17 oktober 1941), bassist, zanger (tot 1966).
- Chip Hawkes (Leonard Donald Hawkes; Shepherd's Bush, Londen, 2 november 1945), bassist, zanger (vanaf 1966).
- Dave Munden (David Charles Munden; Dagenham, 2 december 1943-15 oktober 2020), drummer, zanger.

## NPO Radio 2 Top 2000
| Nummers met noteringen in de NPO Radio 2 Top 2000 | '99  | '00  | '01  | '02  | '03  | '04  | '05  | '06  | '07  | '08  |
| ------------------------------------------------- | ---- | ---- | ---- | ---- | ---- | ---- | ---- | ---- | ---- | ---- |
| Even the bad times are good                       | 1795 | -    | -    | -    | -    | -    | -    | -    | -    | -    |
| Silence is golden                                 | 1179 | 1577 | 1640 | 1580 | 1567 | 1743 | 1619 | 1469 | 1415 | 1521 |

1. ↑  Een '-' betekent dat het nummer niet was genoteerd en een vetgedrukt getal geeft de hoogste notering van een nummer aan.
2. ↑  Deze tabel is bijgewerkt tot en met de laatste editie (2024).